# Ḡayn
Ḡayn (غ) – dziewiętnasta litera alfabetu arabskiego. Używana jest do oznaczenia dźwięku [ʁ], tj. spółgłoski szczelinowej języczkowej dźwięcznej. Pochodzi od arabskiej litery ع.
W języku polskim litera ḡayn jest transkrybowana za pomocą dwuznaku gh.
W arabskim systemie liczbowym literze ḡayn odpowiada liczba 1000.

## Postacie litery
| Postać: | izolowana | końcowa | środkowa | początkowa |
| ------- | --------- | ------- | -------- | ---------- |
| Wygląd: | غ‬         | ـغ‬      | ـغـ‬      | غـ‬         |

## Kodowanie
| Znak                   | غ                   | غ                   |
| ---------------------- | ------------------- | ------------------- |
| Nazwa w Unikodzie      | Arabic Letter Ghain | Arabic Letter Ghain |
| Kodowanie              | dziesiątkowo        | szesnastkowo        |
| Unicode                | 1594                | U+063A              |
| UTF-8                  | 216 186             | d8 ba               |
| Odwołania znakowe SGML | &#1594;             | &#x063A;            |